# 馬哈馬·艾華
 馬哈馬·艾華（Mahama Awal，1991年6月10日—），生於喀麥隆雅溫得，喀麥隆裔香港足球運動員，司職右中場，是香港球壇近年最具速度的攻擊球員，在2016年9月與香港妻子結婚並育有一女，現時效力香港超級聯賽球會冠忠南區。

## 球會生涯
艾華生於喀麥隆雅溫得，在家鄉每天都要跑山路，於2007年到法國巴黎參加當地球會歐塞爾青訓營，其後於2009年，當年尚在喀麥隆乙組球隊效力的艾華，18歲便透過親戚介紹到內地聯賽發展，其後通過經理人的協助下，在19歲之齡簽約加盟中甲球會廣東日之泉，由於艾華速度飛快，球會便為他進行100米短跑測試，最終只需11秒完成，不過在最初的兩個賽季，他主要是作為球隊的替補球員出戰。
於2009年5月10日在廣東日之泉主場2–1擊敗遼寧宏運的比賽中，取得職業生涯的首個入球，在2009賽季和2010賽季分別出場7次和18次，每個賽季都取得2球，最終艾華於2011年賽季成為球隊的主力，賽季出場25次取得8球，幫助廣東日之泉獲得中甲第三名的球會歷史最好成績。
在效力廣東日之泉的五季期間，與北上內地發展的香港球員陳肇麒及梁振邦結下隊友緣，亦曾經代表球隊出戰訪華的英超豪門球會利物浦，慢慢在球會中站穩陣腳。不過當國內球季於2014年底結束之後，艾華早萌去意，縱使球會於季尾完結後向他提出續約，但他卻希望可以感受一個全新的足球環境。2015年1月，艾華加盟香港超級聯賽球會南華，加盟亦有詢問過前廣東日之泉隊友陳肇麒及梁振邦的意見。艾華於2015年1月11日以後備球員身份首度為南華上陣對戰傑志，並在補時階段禁區勁射掛網，為南華追成2–2平手完場。
在2015年2月19日，南華友賽北美足球聯賽球會紐約宇宙的羊年賀歲盃取得再度領先的入球，最終球隊仍在互射十二碼以2–4不敵紐約宇宙失落羊年賀歲盃。在效力期間艾華與隊友陳肇麒在中前場非常合拍，並不斷為球隊制造入球，為南華球迷津津樂道，直到2017年6月南華宣佈經重新檢視球隊近年發展後，決定來屆退出港超聯轉戰甲組培育青年球員，亦令艾華選擇離隊轉投香港飛馬，他於2017年9月9日對R&F富力的第二場聯賽，即取得加盟後的首個入球，協助飛馬以3–2勝出。
2018/19球季結束後，他未獲港超球隊招手。直至2020年1月，艾華重新效力飛馬。
2021/22球季，艾華效力香港甲組聯賽球會高力北區，在20場比賽射入17球。在1月10日，他表示正在申請永久居民身分，待成功後會進一步申領特區護照。
2022/23球季，艾華加盟香港超級聯賽球會冠忠南區。

## 國際賽生涯
艾華累積了足夠年期合資格申請成為香港永久性居民，直到2023年3月成功獲發香港特區護照，並於同月首度入選香港足球代表隊備戰國際足球友誼賽。3月23日，國際足球友誼賽在旺角大球場舉行，香港隊主場1：1賽和新加坡，艾華首次代表香港隊上陣。
2025年7月，艾華獲香港隊徵召出戰2025年東亞足球錦標賽。

## 家庭生活
艾華面上有一條很深的刀疤，但他稱不知何時弄來。艾華在2016年9月已經與香港妻子結婚，不過完全沒有對外公開，而女兒並在2016年11月20日出世，但在決定結婚初時，艾華亦曾受到妻子父母的反對，但他們逐漸畀艾華人品打動，原來沒有宗教信仰的妻子，為了艾華及女兒也追從丈夫信奉回教，戒吃豬肉熟讀可蘭經改變生活習慣。

## 榮譽
南華
- 香港社區盃冠軍（2014、2015年）

冠忠南區
- 香港菁英盃冠軍（2022–23, 2024–25）

個人
- 香港足球明星選舉 最佳11人（2014–15季度）